# Charles Carleton Massey
Charles Carleton Massey auch Charles Carlton Massey meist nur C.C. Massey (* 1838 in England; † 1905) war ein englischer Rechtsanwalt und Theosoph.

## Leben und Werk
Während einer Reise in die USA 1875, hörte Massey von spiritistischen Phänomenen im Haus der Eddy Brothers in Chittenden, Vermont. Bei seinem darauffolgenden dortigen Besuch traf er mit Henry Steel Olcott und Helena Petrovna Blavatsky zusammen, denen er sich nun anschloss. In Folge war Massey Mitbegründer und wurde Mitglied der Theosophischen Gesellschaft (TG). Am 7. September  war er bei einem Vortrag von George Henry Felt in der Wohnung von Blavatskys in New York anwesend. Bei der nachfolgenden Diskussion kam erstmals der Gedanke zur Gründung der TG auf. Am nächsten Tag war er Mitunterzeichner der Gründungsurkunde für die TG.
1876 erhielt er von Olcott eine Stiftungsurkunde, die ihn zur Gründung einer theosophischen Loge ermächtigte. Am 27. Juni 1878 rief er damit die London Lodge als erste offizielle Loge der TG ins Leben und übernahm das Amt des Präsidenten. Seine Zielformulierung für die London Lodge beeinflusste ganz wesentlich die späteren Ziele der Theosophischen Gesellschaft. Wegen des Trubels rund um den First Report der SPR, welcher dem Hodgson Report vorausging, verließ er im Juli 1884 die TG.
Massey war 1882 an der Gründung der Society for Psychical Research beteiligt.

## Werke (als Übersetzer)
- Carl du Prel: The Philosophy of Mysticism. Arno Press, New York 1976, ISBN 0-405-07951-6.
- Johann Karl Friedrich Zöllner: Transcendental physics. Arno Press, New York 1976, ISBN 0-405-07978-8.

| Personendaten    | Personendaten                         |
| ---------------- | ------------------------------------- |
| NAME             | Massey, Charles Carleton              |
| ALTERNATIVNAMEN  | Massey, Charles Carlton; Massey, C.C. |
| KURZBESCHREIBUNG | britischer Rechtsanwalt und Theosoph  |
| GEBURTSDATUM     | 1838                                  |
| GEBURTSORT       | England                               |
| STERBEDATUM      | 1905                                  |